# Saint-Martin-le-Vieux (Manche)
Pour les articles homonymes, voir Saint-Martin et Saint-Martin-le-Vieux (homonymie).
Saint-Martin-le-Vieux constituait en 1790 une paroisse qui fut intégrée à la Révolution à la commune de Bréhal.

## Géographie
La paroisse de Saint-Martin-le-Vieux se trouvait à l'ouest du bourg près du havre de la Vanlée.

## Histoire
Dans son cahier de doléances, le procès-verbal indique que « Cette paroisse maritime extrêmement petite dans son territoire, puisqu’elle n’est habitée que par quatorze particuliers y possédant fonds car outre que chacun d’eux n’y est propriétaire que de très peu de terrain, la majeure partie d’icelui étant possédé par des particuliers des paroisses circonvoisines »,
Pendant la Révolution, l’église fut fermée. Elle servit d’arsenal et tout son mobilier fut vendu. Elle fut rendue au culte en 1801. Vers 1804 ou 1805, elle menaçait de s’effondrer et ne fut plus utilisée.

## Administration
| Période | Période | Identité | Étiquette | Qualité |
| --- | ------- | -------- | --------- | ------- |
| Une partie des données est issue de liste établie par Jean Pouëssel issue de l'ouvrage "601 communes et lieux de vie de la Manche" |         |          |           |         |

## Lieux et monuments
- Ruines de l'église de Saint-Martin-le-Vieux (XIe et XIIe siècles) avec son clocher en double campanile qui sépare le chœur et la nef.

## Personnalités liées à la commune
- Jean de Lamps